# 埃彭贝格
埃彭贝格是德国莱茵兰-普法尔茨州的一个市镇。总面积4.12平方公里，总人口234人，其中男性112人，女性122人（2011年12月31日），人口密度57人/平方公里。